# Sieć Badawcza Łukasiewicz – Instytut Technologii Eksploatacji
Sieć Badawcza Łukasiewicz – Instytut Technologii Eksploatacji – państwowa placówka naukowo-badawcza w Radomiu.

## Historia
Instytut Technologii Eksploatacji powstał w 1984 r. na skutek przekształcenia Centrum Uczelniano-Przemysłowego przy ówczesnej Wyższej Szkole Inżynierskiej w Radomiu (dziś Uniwersytet Radomski im. Kazimierza Pułaskiego) i początkowo nosił nazwę Międzyresortowego Centrum Naukowego Eksploatacji Majątku Trwałego. Pierwsze lata istnienia placówki nie były łatwe. Szczególnie doskwierał brak odpowiedniej bazy lokalowej – siedzibę MCNEMT stanowiło 5 prowizorycznych baraków typu „Zębiec”. Dopiero inwestycje rozpoczęte w 1993 r. i prowadzone etapami aż do 2000 r. doprowadziły do wzniesienia kompleksu obiektów z halami laboratoryjnymi, biblioteką, centrum kongresowym i hotelem.
1 kwietnia 2019 roku Instytut Technologii Eksploatacji wszedł w skład Sieci Badawczej Łukasiewicz.

## Profil badań
Realizowane w Łukasiewicz-ITeE prace badawcze mają charakter badań podstawowych i stosowanych, prac aplikacyjnych, działalności eksperckiej i doświadczalno-produkcyjnej. Prowadzone są one w 11 obszarach tematycznych obejmujących badania systemów, innowacyjność i transfer wiedzy, inżynierię powierzchni, kształcenie i doskonalenie zawodowe, mechatronikę, produkcję prototypową i doświadczalną, systemy sterowania, technologie informatyczne, technologie środowiskowe, technologie włókiennicze i tribologię. Ponadto Instytut prowadzi działalność wydawniczą i poligraficzną w obrębie wydawnictw naukowych.
Szczegółowy zakres działalności Instytutu obejmuje m.in.:
- modelowanie procesów i struktur transformacji wiedzy i transferu technologii do gospodarki,
- badania naukowe w zakresie inżynierii systemów, tribologii, inżynierii warstwy wierzchniej, płynów eksploatacyjnych, diagnostyki, mechaniki, bioniki, metrologii, informatyki oraz edukacji zawodowej,
- metody optymalizacji procesów produkcyjnych i eksploatacyjnych,
- rozwój systemów racjonalizacji wykorzystywania zasobów materiałowych i energetycznych,
- metody i urządzenia do wspomagania systemów jakości w procesach wytwarzania i eksploatacji.